# Курумкан (сельское поселение)
Се́льское поселе́ние «Курумка́н» (бур. Хурамхаанай hомон) — муниципальное образование в Курумканском районе Бурятии Российской Федерации.
Административный центр — село Курумкан.

## История
Статус и границы сельского поселения установлены Законом Республики Бурятия от 31 декабря 2004 года № 985-III «Об установлении границ, образовании и наделении статусом муниципальных образований в Республике Бурятия».

## Население
| 2002  | 2011  | 2012  | 2013  | 2014  | 2015  | 2016  |
| ----- | ----- | ----- | ----- | ----- | ----- | ----- |
| 6249  | ↘5603 | ↗5611 | ↗5669 | ↗5710 | ↘5701 | ↗5745 |
| 2017  | 2018  | 2019  | 2020  | 2021  | 2023  | 2024  |
| ↗5825 | ↗5827 | ↗5880 | ↗5925 | ↘5670 | ↘5605 | ↗5646 |

## Экономика
Основными видами экономической деятельности, осуществляемыми на территории поселения, являются производство сельскохозяйственной продукции, обработка древесины, производство пищевых продуктов, распределение электроэнергии и воды, оказание услуг транспорта и связи, бытовых услуг, услуг ЖКХ, банковских услуг и других социальных услуг.

## Состав сельского поселения
| № | Населённый пункт | Тип населённого пункта       | Население |
| - | ---------------- | ---------------------------- | --------- |
| 1 | Курумкан         | село, административный центр | ↗5581     |
| 2 | Мургун           | улус                         | ↘23       |
| 3 | Томокто          | улус                         | ↘36       |
| 4 | Унэгэтэй         | улус                         | ↘104      |